# Communauté de communes Val Sol
La communauté de communes Val Sol est une ancienne communauté de communes française située dans le département du Loiret en région Centre-Val de Loire.

## Histoire
Valsol est issue d'un syndicat intercommunal à vocation unique (SIVU) qui comprenait les communes de Férolles, Neuvy-en-Sullias, Ouvrouer-les-Champs, Sandillon, Sigloy, Tigy, Vannes-sur-Cosson et Vienne-en-Val.
Créé le 12 mars 2004, il avait pour objet l'étude de faisabilité technique et financière préalable à la création d'un établissement public de coopération intercommunale et l'étude d'aménagement de zones d'activités.
La communauté de communes est officiellement créée le 29 septembre 2005 et un arrêté délimitant le périmètre de la future communauté est émis le 11 juillet 2005.
Dans un communiqué de presse daté du 17 mars 2016 et intitulé « Le nouveau schéma départemental de coopération intercommunale du Loiret », la préfecture du Loiret annonce l'absorption de la communauté de communes Val Sol par la communauté de communes des Loges à l'exception de la commune de Vannes-sur-Cosson reversée dans la communauté de communes du Val de Sully, issue de la fusion de la communauté de communes du Sullias et de la communauté de communes du Val d'Or et Forêt.

## Géographie
Le territoire, s'étend sur 180 km2, partagé entre deux régions naturelles : le val de Loire au Nord et la Sologne au Sud. La communauté est limitrophe de l'agglomération orléanaise par Sandillon située à 12 km à l'Est d'Orléans.
À l'exception de Sigloy, toutes les communes de la communauté appartiennent à l'aire urbaine d'Orléans.
Le point culminant du territoire est situé à Tigy (149 m) et l'altitude la plus faible à Sandillon (95 m).
Sandillon est la commune la plus peuplée et Tigy la plus étendue.

### Composition
Elle est composée des sept communes suivantes, toutes situées dans le canton de Jargeau et l'arrondissement d'Orléans :
| Nom                 | Code Insee | Gentilé       | Superficie (km2) | Population (dernière pop. légale) | Densité (hab./km2) |
| ------------------- | ---------- | ------------- | ---------------- | --------------------------------- | ------------------ |
| Férolles            | 45144      | Férolliots    | 17,05            | 1 196 (2014)                      | 70                 |
| Ouvrouer-les-Champs | 45241      | Oratoriens    | 10,54            | 577 (2014)                        | 55                 |
| Sandillon           | 45300      | Sandillonnais | 41,31            | 3 929 (2014)                      | 95                 |
| Sigloy              | 45311      | Sigloyois     | 9,46             | 681 (2014)                        | 72                 |
| Tigy                | 45324      | Tigyciens     | 47,29            | 2 299 (2014)                      | 49                 |
| Vannes-sur-Cosson   | 45331      | Vannois       | 35,65            | 594 (2014)                        | 17                 |
| Vienne-en-Val       | 45335      | Viennois      | 35,94            | 1 952 (2014)                      | 54                 |

## Organisation

### Compétences
La communauté de communes Valsol est un établissement public de coopération intercommunale (EPCI) dont les compétences sont les suivantes :
- Aménagement de l'espace communautaire ;
- Développement économique ;
- Protection et mise en valeur de l'environnement ;
- Politique du logement et cadre de vie ;
- Voirie d'intérêt communautaire ;
- Équipements culturels, sportifs et scolaires ;
- Prestations de services.

La communauté adhère par ailleurs au syndicat intercommunal de collecte et de traitement des ordures ménagères de la région de Châteauneuf-sur-Loire.

### Finances
Pour assurer son autonomie financière dans la gestion des projets et des services, la communauté de communes prélève l'impôt sous forme de fiscalité additionnelle perçue par les communes. Les taux sont votés annuellement par le conseil de communauté pour la taxe d'habitation, le foncier bâti, le foncier non bâti et la contribution économique territoriale.